# 沖野島
沖野島（おきのしま）は広島県江田島市にある島である。

## 概要
沖野島は能美島の南西、江田島市大柿町深江の新開（しんがい）地区に接するように浮かぶ島で、能美島とはわずかに島戸瀬戸で隔てられている。かつてはこの狭い瀬戸を船で行き来して、ミカン栽培や水田耕作などが行われていたが、1972年に沖野島橋（24m）が開通してからは道路も整備され島の様相も少しずつ変化が見られるようになった。

## 交通
【車】国道487号線の大柿町大原交差点から県道300号を深江方向へ10分ほど走って沖野島橋を渡れば沖野島